# 哈日淖尔
哈日淖尔，又名哈里湖，是位于中国内蒙古自治区呼伦贝尔市陈巴尔虎旗东乌珠尔苏木西北的一个湖泊。其位置约在东经118°27′，北纬49°51′。湖面海拔528.20米，面积达2.4平方公里，是咸水湖。哈日淖尔在蒙古语中的意思是黑湖。